# Trichoplusia ablusa
Trichoplusia ablusa là một loài bướm đêm trong họ Noctuidae.